# Pillerfikus
Ficus deltoidea är en mullbärsväxtart. Ficus deltoidea ingår i släktet fikonsläktet, och familjen mullbärsväxter.

## Underarter
Arten delas in i följande underarter:
- F. d. deltoidea
- F. d. motleyana

## Bildgalleri

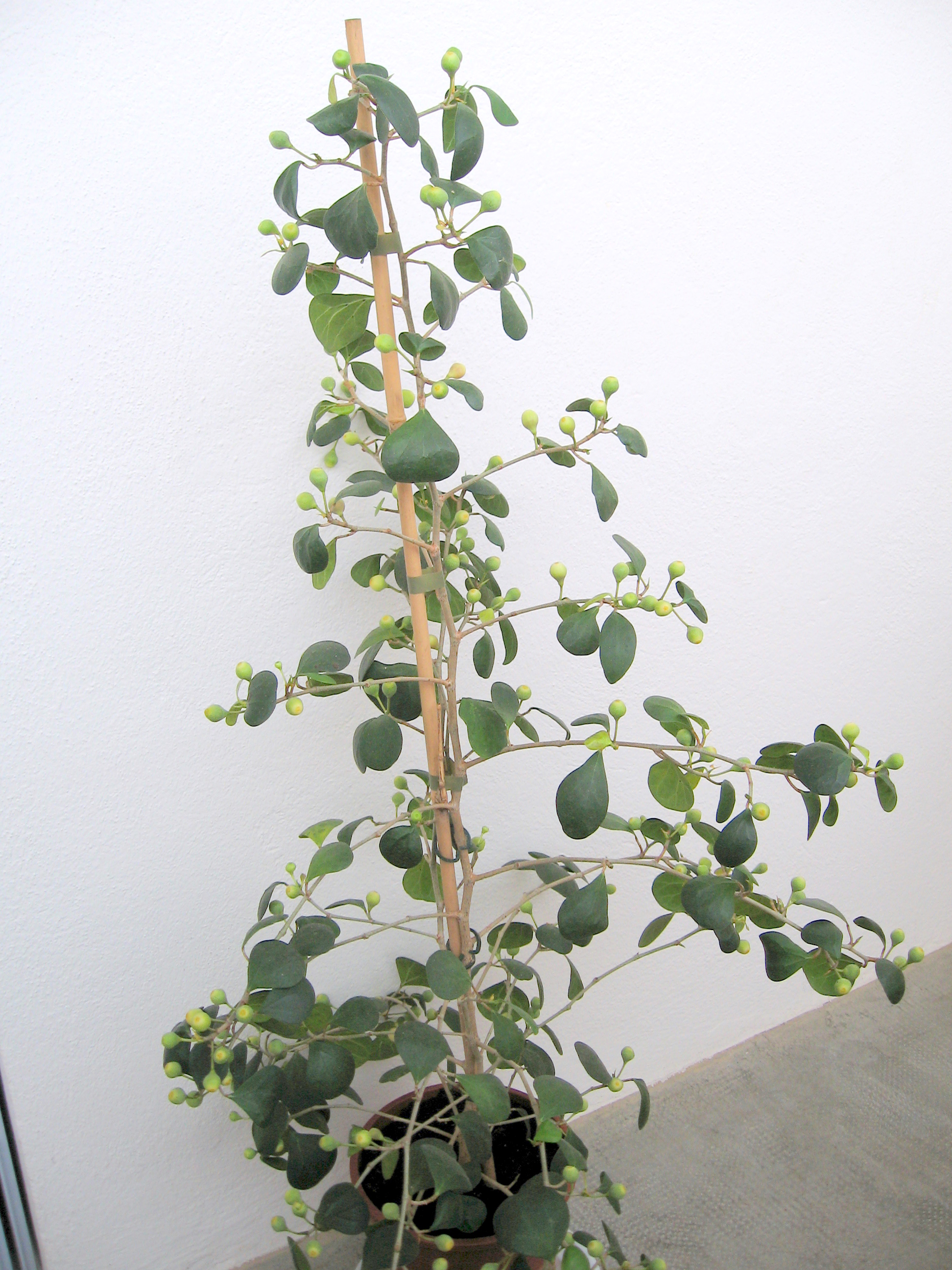
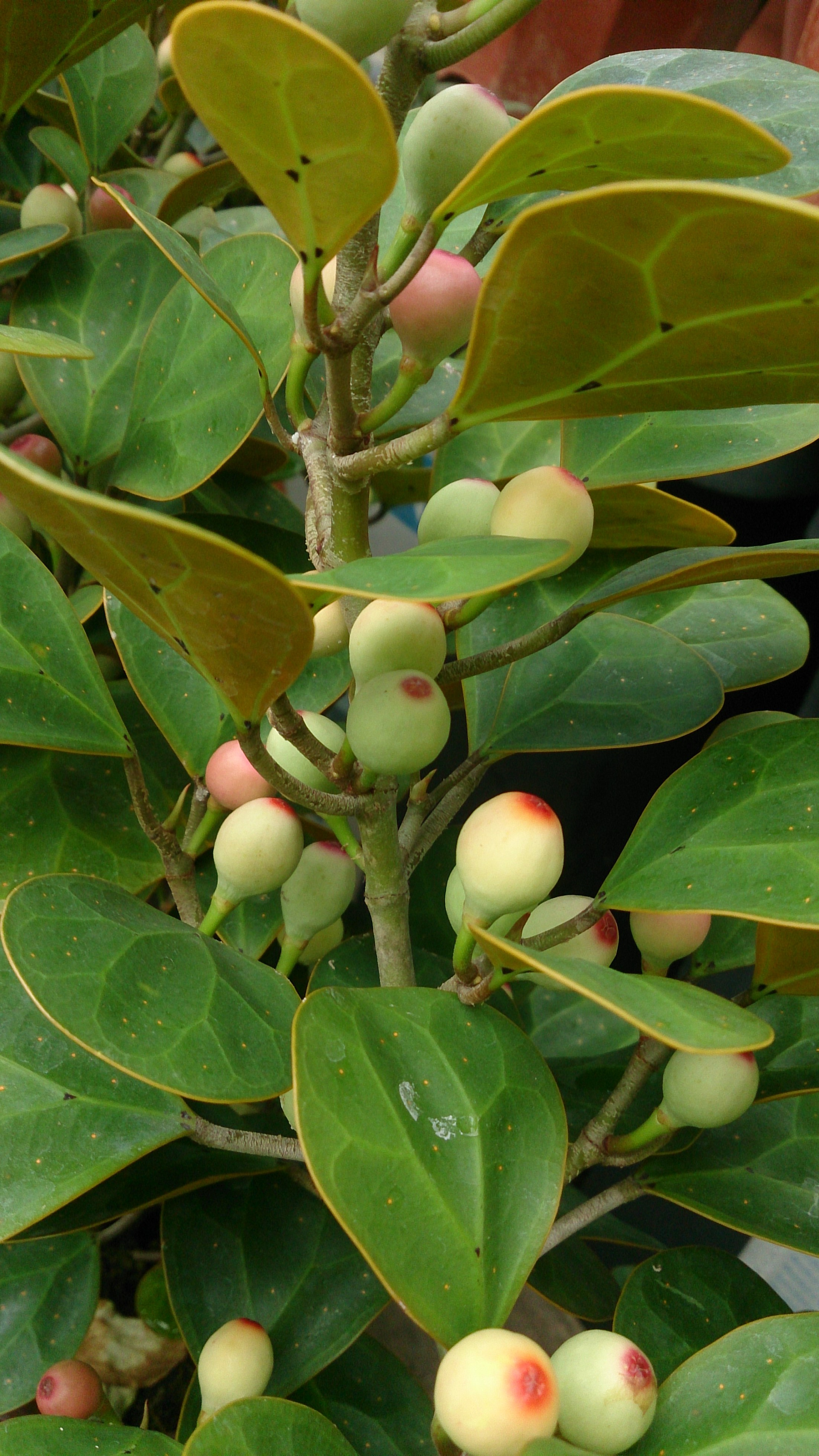
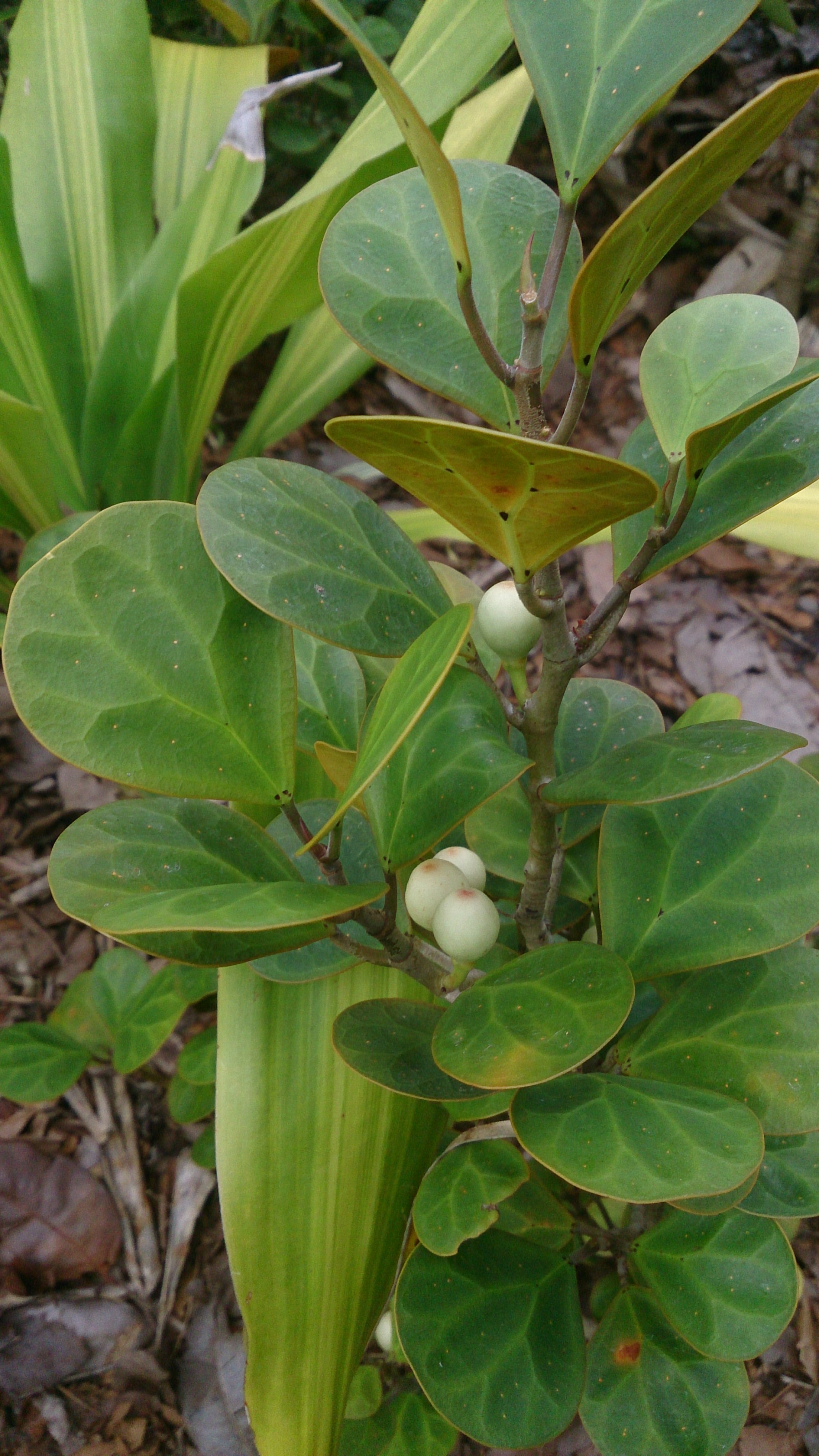
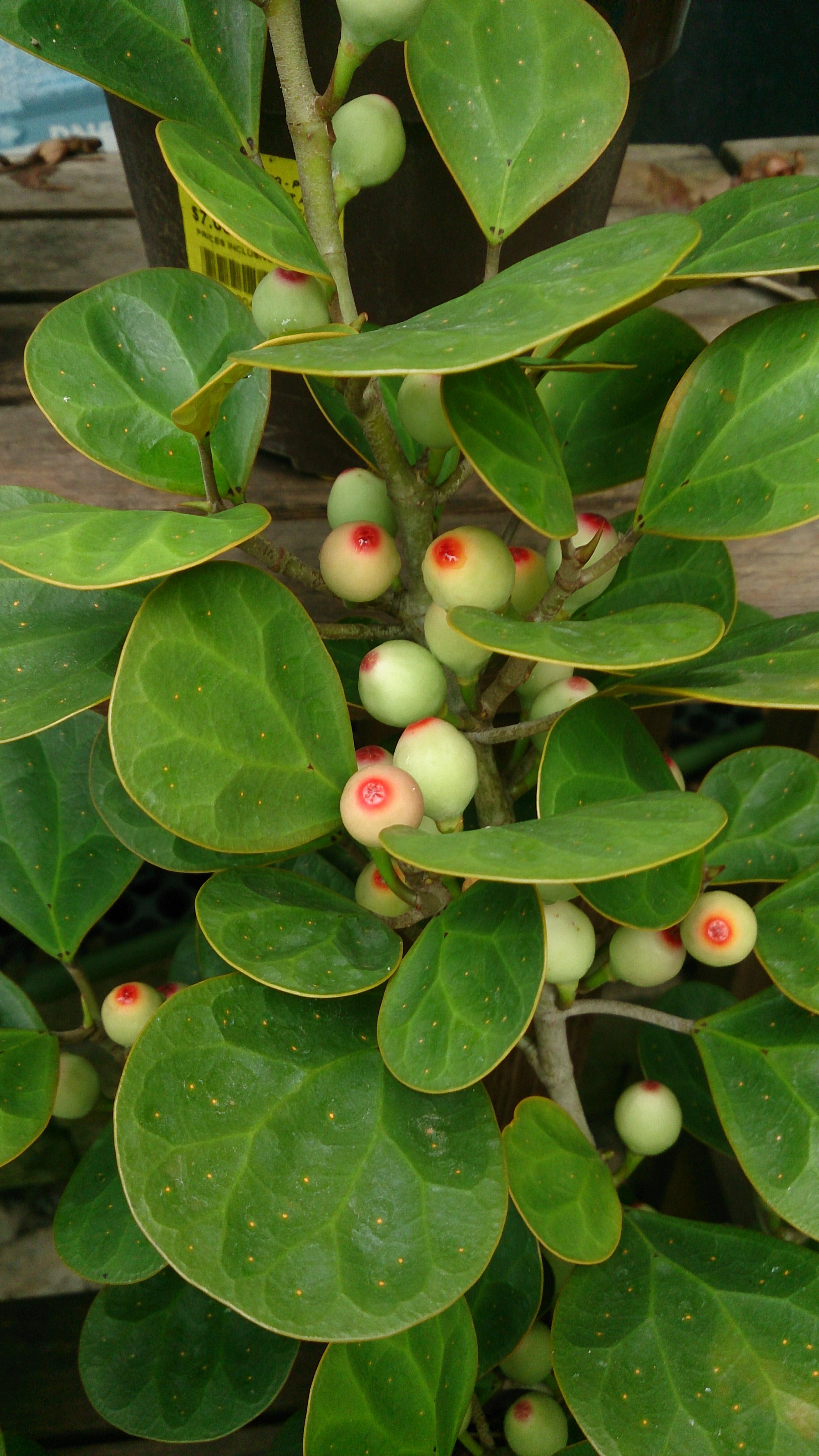